# Kościół Podwyższenia Krzyża Świętego w Strzelinie
Kościół Podwyższenia Krzyża Świętego w Strzelinie – świątynia wybudowana w XV wieku jako świątynia klasztorna zakonu klarysek. 

## Historia

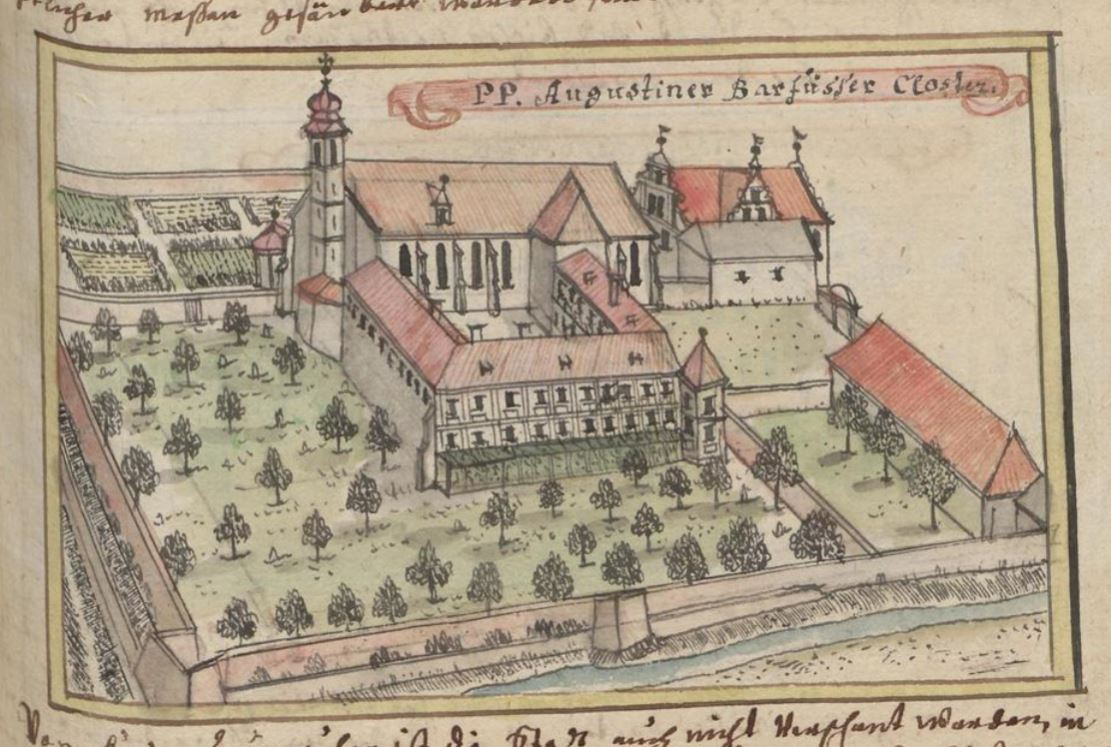
Kościół w XVIII wieku

Spalony w 1545 na polecenie protestanckiego księcia brzeskiego Fryderyka II. Przebudowany po wojnie trzydziestoletniej, i odrestaurowany po pożarze w 1706 roku przez augustianów za zgodą cesarza Leopolda I. 
W 1945 zniszczona została część zachodnia świątyni, w latach 1955-1956 odbudowany. Posiada bogaty późnobarokowy wystrój pochodzący z pracowni Jana Józefa Klima; w ołtarzu głównym barokowy krucyfiks umieszczony tam po II wojnie światowej w miejscu zniszczonego obrazu Opłakiwanie Chrystusa pod Krzyżem Willmanna. W zakrystii zachowało się niemal kompletne, barokowe wyposażenie meblarskie, na które składają się regały i komody. 

## Organy
Organy wybudował Theodor Böhme w 1968 roku. Instrument posiada pneumatyczną trakturę gry.
Dyspozycja instrumentu:
| Manuał I           | Manuał II             | Pedał              |
| ------------------ | --------------------- | ------------------ |
| 1. Pryncypał 8’    | 1. Flet kryty 8’      | 1. Puzon 16’       |
| 2. Rurflet 8’      | 2. Dolcan 8’          | 2. Subbas 16’      |
| 3. Kozi róg 8’     | 3. Unda maris 8’      | 3. Pryncypałbas 8’ |
| 4. Oktawa 4’       | 4. Pryncypał 4’       | 4. Fletbas 8’      |
| 5. Superoktawa 2’  | 5. Trawers flet 4’    | 5. Chorałbas 4’+2’ |
| 6. Kwinta 2 2/3’   | 6. Schwiegel 2’       |                    |
| 7. Mixtura 5–fach. | 7. Róg nocny 1’       |                    |
|                    | 8. Nasat 2 2/5’       |                    |
|                    | 9. Terzcimbel 3–fach. |                    |
|                    | 10. Scharff 4–fach.   |                    |
|                    | 11. Obój 8’           |                    |

## Galeria

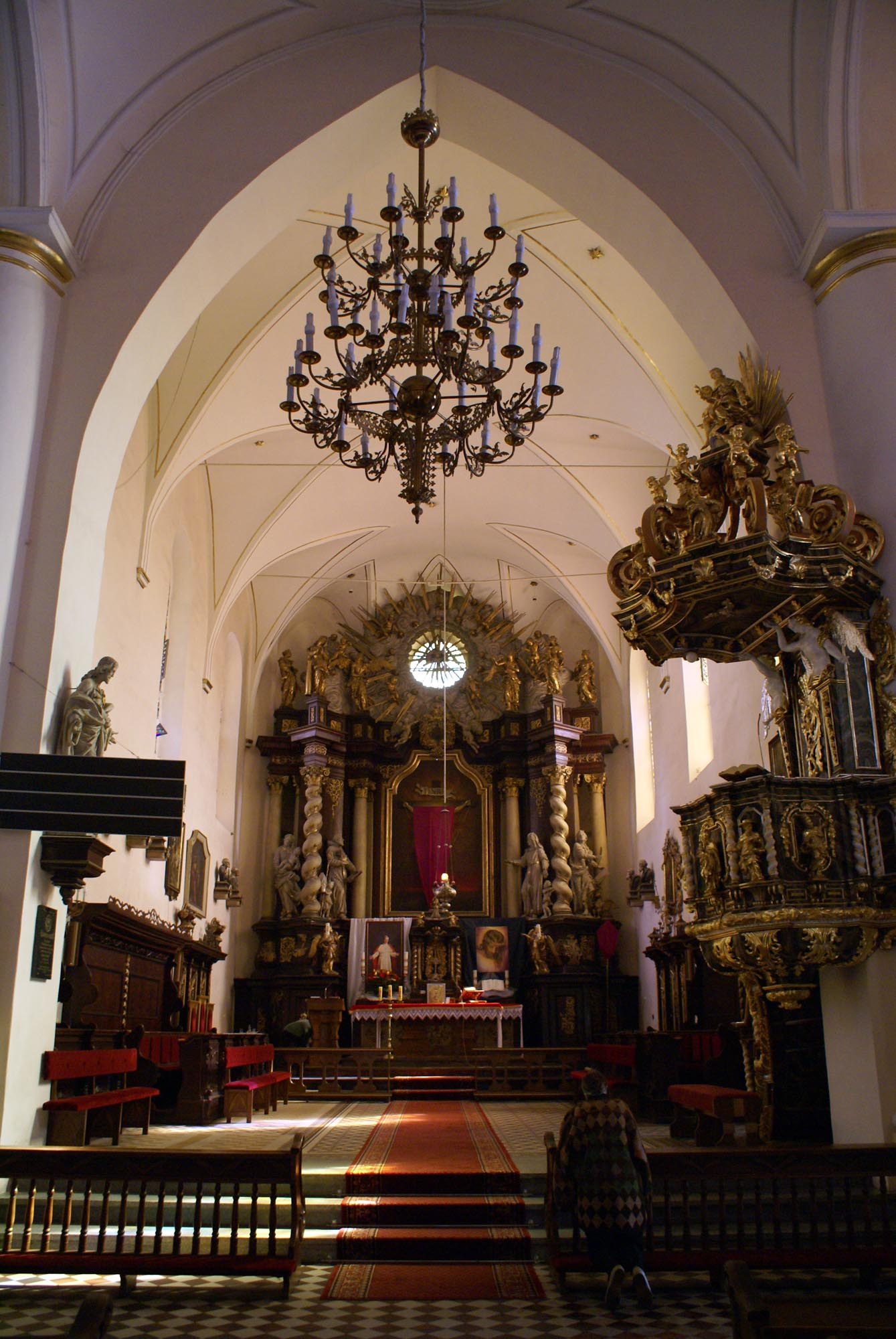
Wnętrze kościoła
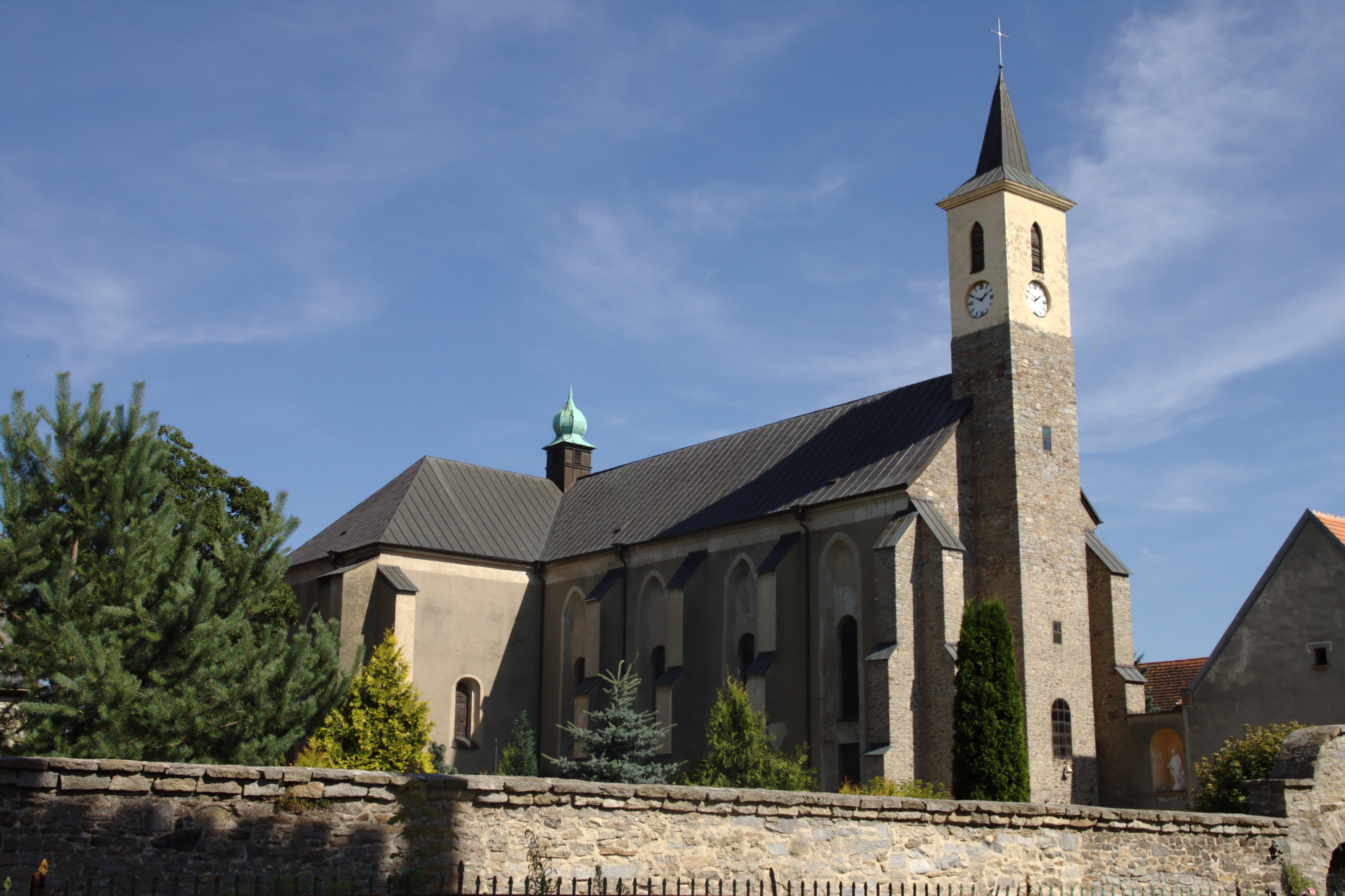
Kościół z wieżą
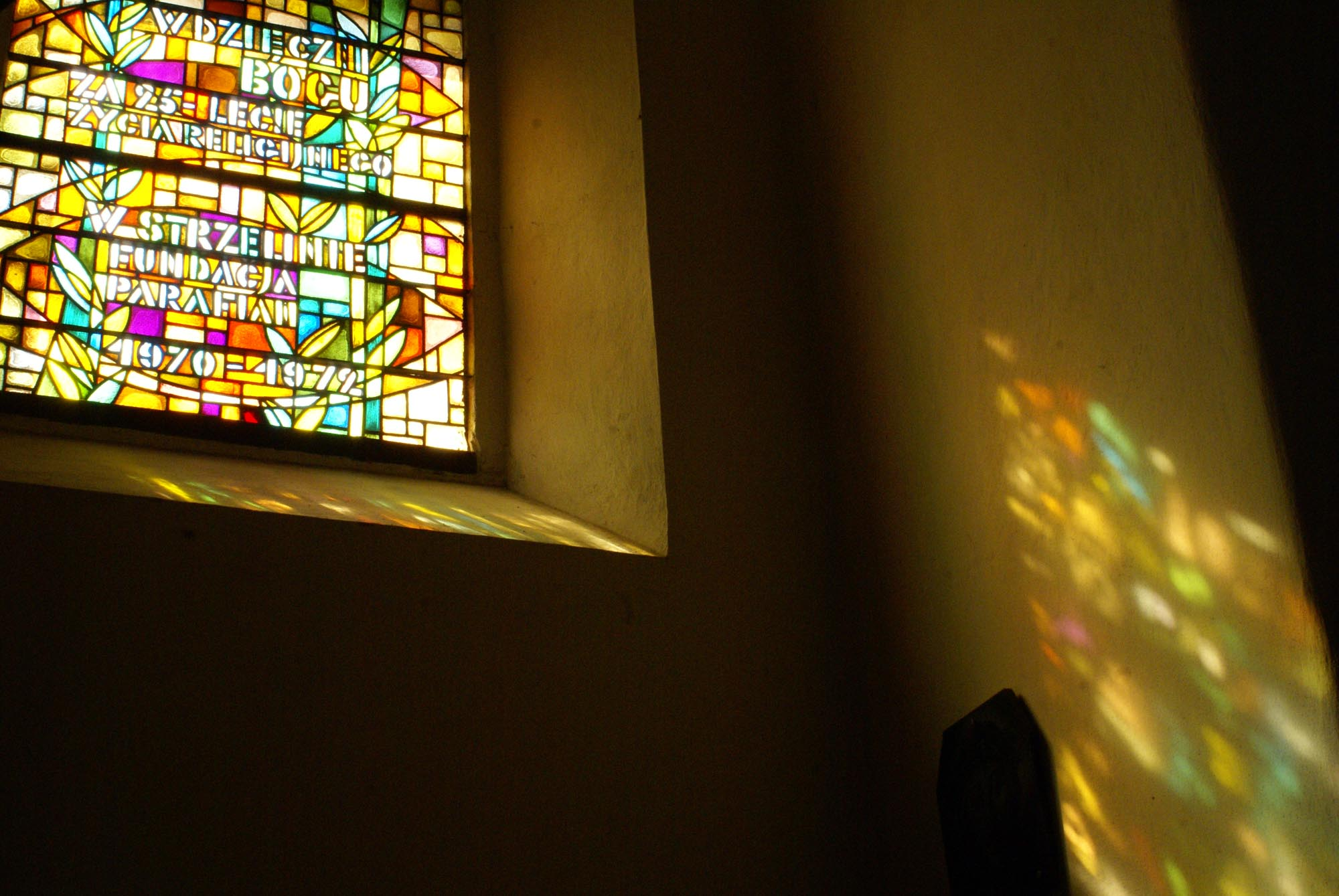
Witraż wewnątrz kościoła